# Phenacohelix hakarimata
Phenacohelix hakarimata är en snäckart som beskrevs av James Frederick Goulstone 200. Phenacohelix hakarimata ingår i släktet Phenacohelix och familjen Charopidae. Inga underarter finns listade i Catalogue of Life.